# Потенціал Вудса-Саксона

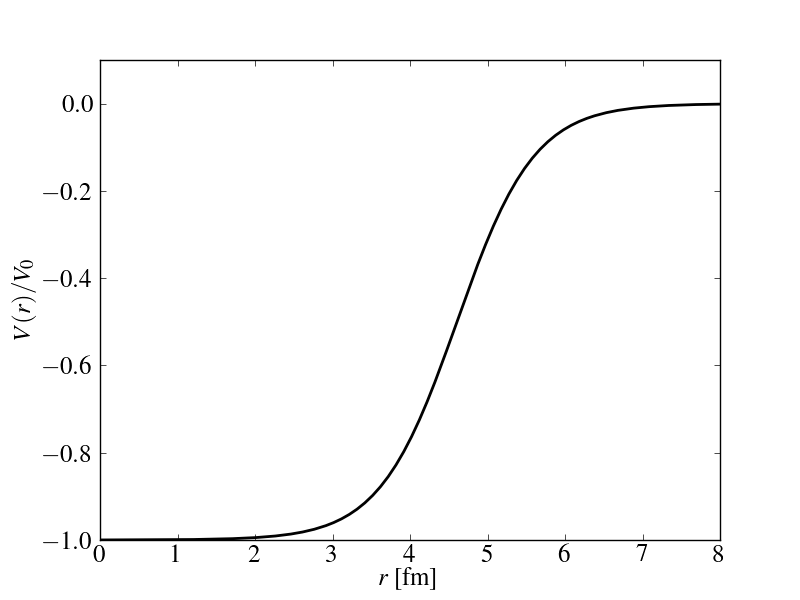
Загальний вигляд потенціалу Вудса-Саксона

Потенціал Вудса-Саксона — потенціал середнього поля  для нуклонів, що використовується в ядерних моделях, виду
{\displaystyle V(r)={\frac {V_{0}}{1+e^{(r-R)/a}}}}
де {\displaystyle r} — відстань до центру ядра; {\displaystyle V_{0},R,a} — параметри що харахктеризують глибину, радіус, і розмитість потенціалу. Використовується в оболонковій моделі ядра , як центральний потенціал в якому рухаються нуклони, не взаємодіючи між собою.
Потенціал був запропонований американськими фізиками Д. Саксоном и Р. Вудсом, як наближення для частини потенціальної енергії нуклон в ядрі, яка обумовлена ядерними силами і є центрально-симетричною.